# T-34坦克在蘇聯以外國家中的使用情況

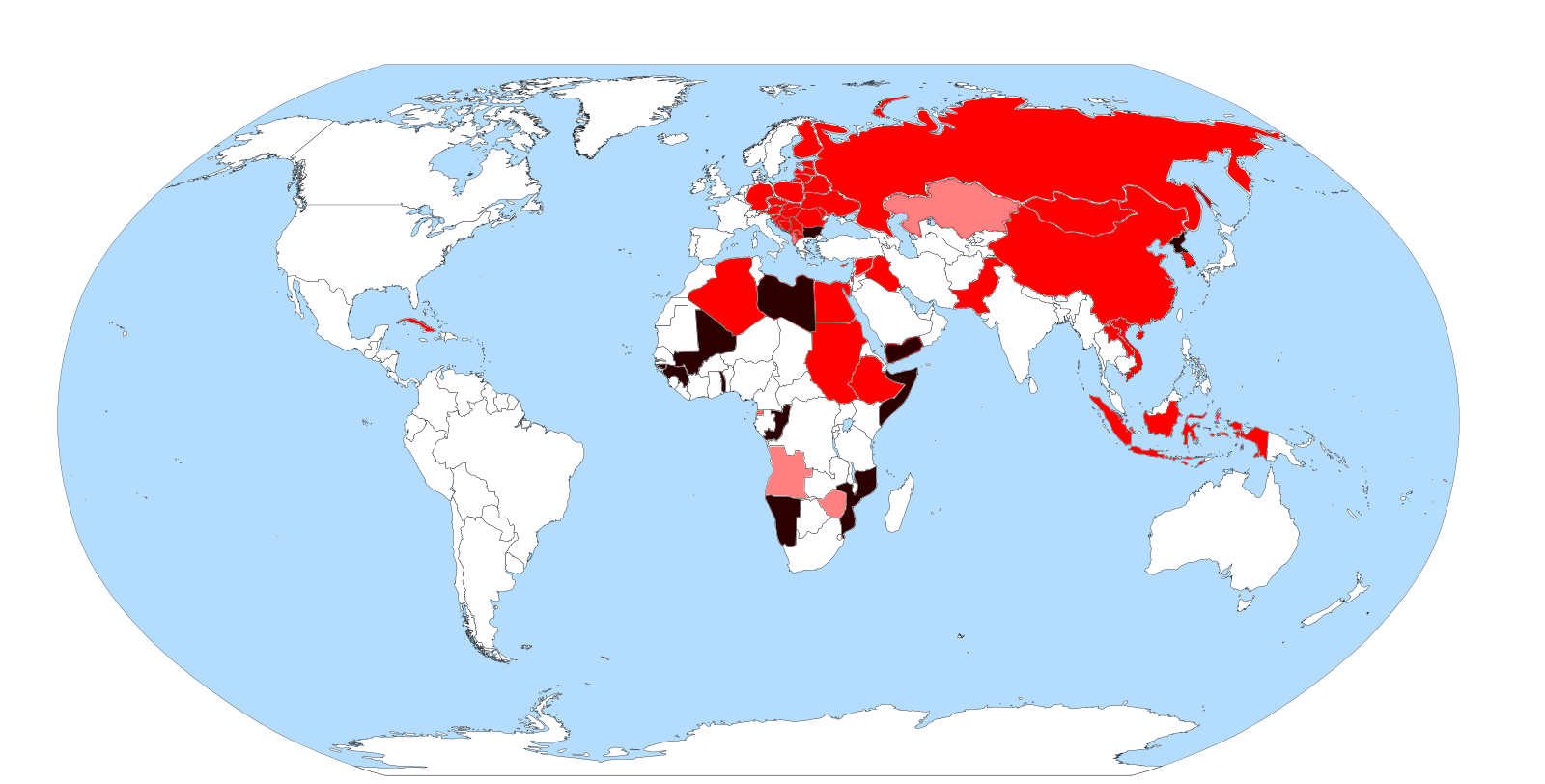
T-34坦克的使用情況（2012年數據）
曾使用過T-34坦克，但現在T-34坦克已全數退役的國家
現在仍在使用T-34坦克的國家
最近曾經使用過T-34坦克的國家，但是目前無法肯定是否仍然在T-34坦克的國家

本文記敘T-34坦克在蘇聯以外的國家的使用情況。
二戰後，蘇聯曾經向多國出口過T-34坦克。此外，還有一些國家曾繳獲過T-34坦克。因此，T-34坦克曾經爲許多國家使用過。直到2013年，一些第三世界國家的T-34坦克都仍處於現役狀態。

## 納粹德國

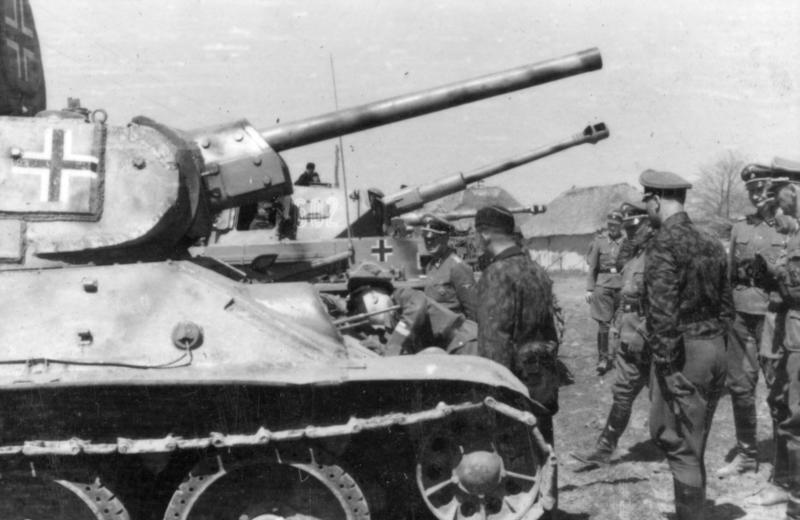
德軍的T-34坦克。注意砲塔上的鐵十字圖案

納粹德軍在战中陆续擄獲了众多T-34/76坦克。納粹德國將這批T-34/76坦克命名爲「T-34 747式坦克(r)」。随着德軍正规坦克的大量损耗，开始廣泛地使用這些繳獲的T-34坦克。因为零件和弹药供应问题，德軍对相当一部分俘获的T-34进行了改造，为配合德军后勤研發出了一些T-34坦克的衍生型，到了1945年，在戰場上都能看到德軍T-34坦克的身影。
因爲作战中德軍的炮手首先憑戰車輪廓而来不及以徽標識別敵我，爲防止友軍誤傷，德軍的T-34坦克炮塔侧面常常會塗上巨大的鐵十字的圖案。另外，爲了防止友軍空中部隊的誤傷，德軍還會在T-34坦克的炮塔頂上塗上巨大的纳粹党标志。另外，還有一種辦法是讓T-34坦克配合步兵發起攻擊，這樣就不會被友軍誤傷了。
繳獲的T-34的維修工作最初是交給里加的一個車間負責，因苏联将T-34的制造工厂内迁，零件供应很成问题。但是1943年梅塞德斯·奔馳參與了維修工作，改造和仿制T-34零件。在維修時，德國人會順便爲這些T-34坦克裝上車長指揮塔、無線電臺及其它一些非標準的陸軍裝備。在作戰中，除了正常使用外，德軍還把T-34坦克用作火炮牽引車和彈藥運載車。有一部分T-34坦克的車體上半部分連同炮塔被裝上了軌道火車上，德軍將這種車輛稱爲「軌上驅逐戰車」（德語：。除此以外，德軍還曾經研發出一款使用T-34坦克底盤的防空炮，德軍將其命名爲「T-34式防空坦克」（德語：Flakpanzer T-34(r)）。以及将炮塔去除，架上穿甲能力更强的75mm步兵反坦克炮Pak-38或Pak-40成为坦克歼击车。嚴重損壞的T-34坦克會被鑿開用作碉堡或者被用來測試或訓練。
有趣的是，德軍給T-34/76D型坦克取了一個「米老鼠」的綽號——因爲這輛坦克如果同時掀開兩個頂蓋的話，從正面看去很像米老鼠的頭。

## 義大利
在1943年，有義大利乘員使用T-34坦克的記錄。

## 芬蘭
1944年夏，納粹德國將3輛繳獲的T-34/76坦克出售給了芬蘭。

## 朝鲜民主主义人民共和国

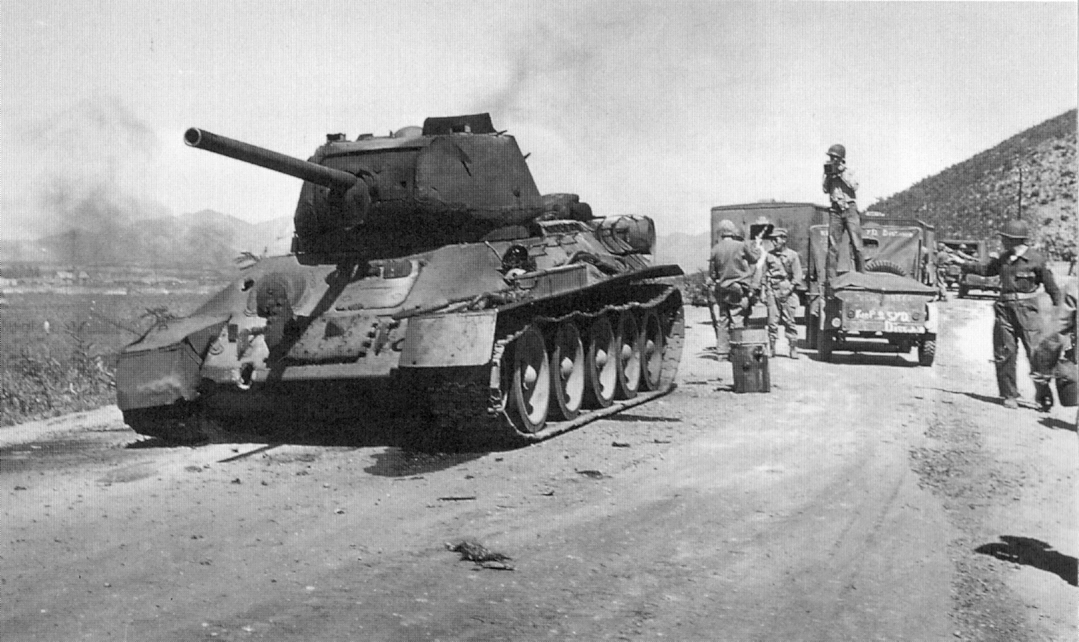
一輛被聯合國軍擊毀的朝鲜T-34坦克，攝於1950年9月

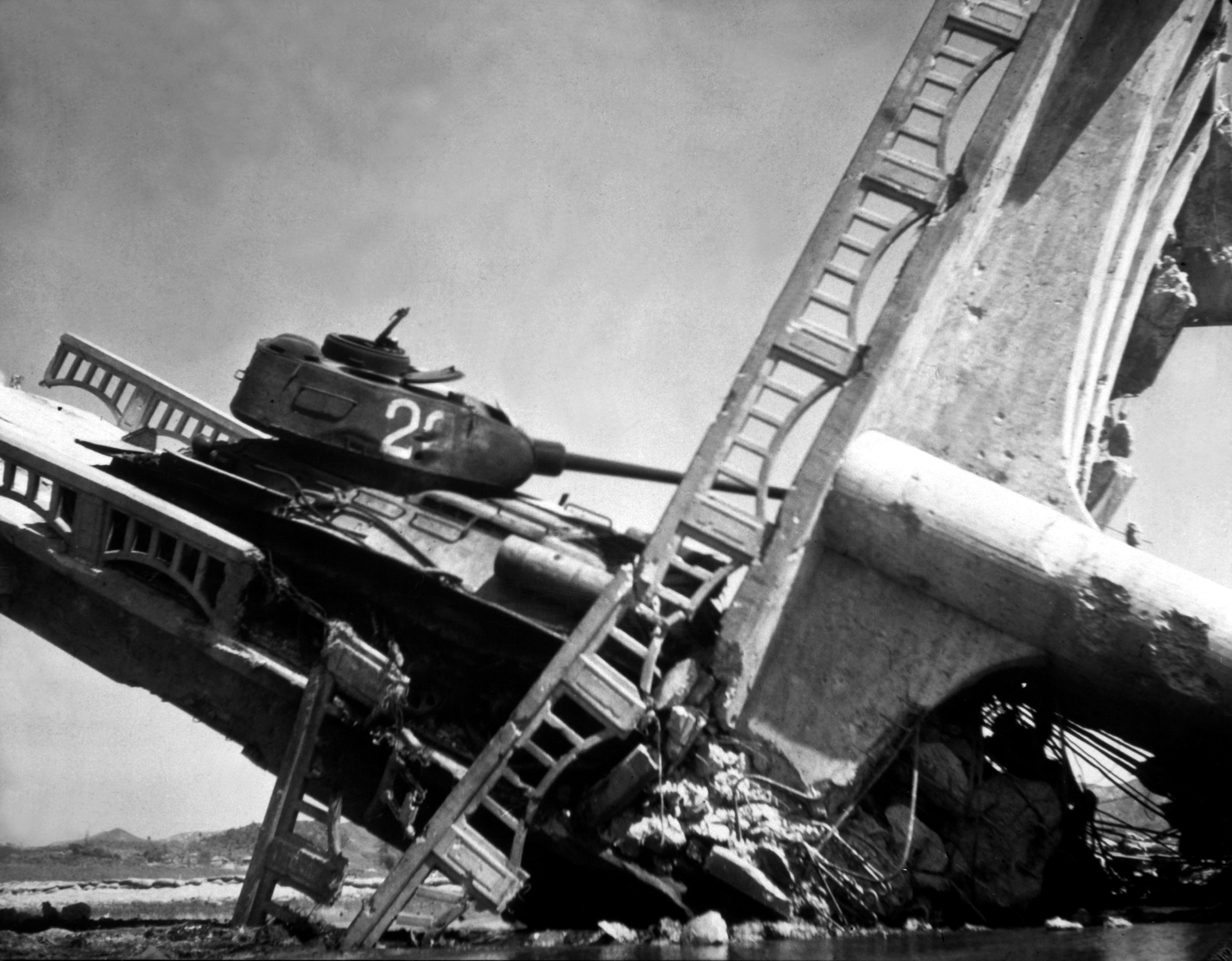
一輛即將落水的T-34坦克。這輛坦克所在的橋樑是被美軍的攻擊機炸斷了。攝於1950年10月7日的水原

1948年，朝鮮人民軍成立了第一支坦克部隊——第15坦克團。這支坦克團的裝備即包括T-34/85坦克。隨後，在蘇聯的幫助下，朝鲜的裝甲兵實力不斷增強，拥有150辆T-34/76及T-34/85，逐漸成長爲當時亞洲第二強大的裝甲軍。1950年，朝鲜战争爆發。在開戰的最初一段時間，因爲駐韓美軍在1949年撤走了所有的中型坦克，加之大韓民國國軍和駐韓美軍缺乏能有效對付T-34坦克的反坦克武器，所以朝鲜軍隊在此階段配合T-34坦克很快佔領了南韓大部。1950年6月28日，朝鲜的坦克部隊成功攻下南韓的首都漢城。
在攻下漢城之後，因爲南韓的工兵炸毀漢江大橋，所以朝鲜的坦克直到1950年7月3日、漢江大橋修復後才得以繼續挺進。此後，以第109坦克團打頭的朝鲜部隊一舉拿下了仁川港。7月5日，朝鲜的第107坦克團與美軍第24步兵師的史密斯特遣隊在烏山附近遭遇、展開戰鬥。在這次戰鬥中，美軍的105毫米榴彈炮並不能很好地對付T-34坦克，而巴祖卡火箭筒也無法擊穿T-34坦克。有記錄稱，在當天有一輛T-34坦克被巴祖卡火箭筒擊中了22次仍然能繼續作戰。這支特遣隊最後因爲隊員的恐懼而潰散。是次戰鬥，史密斯特遣隊共有150人戰死，72人被俘。
隨後，朝鲜人民军在T-34坦克的配合下陸續攻下了車嶺、大田等地。但是，隨着戰爭的進行，局勢也開始發生變化。朝鲜的裝甲軍缺乏修整和補充，因此實力逐漸弱化。加上美軍参战后即取得制空权，并開始將更加強力的反坦克武器和M26坦克投入戰場，朝鲜T－34/85的優勢開始逐漸喪失。僅在大田戰役中，朝鲜就損失了20輛坦克。到了1950年7月底，朝鲜裝甲軍僅剩下40輛坦克。
1950年8月，朝鲜又在蘇聯組建了兩個裝甲旅。這兩個旅經中華人民共和國抵達朝鲜戰場，並參加了釜山戰役。
1950年9月15日，聯合國軍在仁川登陸。在美軍登陸時，朝鲜有一個坦克分隊駐守在仁川。該分隊裝備的T-34坦克在美軍軍艦的艦炮和艦載機的攻擊下損失慘重。兩天後（9月17日）的凌晨，有6輛朝鲜的T-34/85坦克配合步兵在霧的掩護下對金浦機場發起了攻擊。但是，這6輛T-34/85坦克在反坦克火箭筒、M26坦克、75毫米無後坐力炮等武器的打擊下很快就被全殲。步兵除了少數被俘外，均在此次攻擊中陣亡。
仁川登陸戰中，朝鮮裝甲軍損失慘重——至少有56輛T-34/85坦克被美軍擊毀。
仁川登陸戰過後，聯合國軍很快就取得了戰爭的主動權，並打到了朝鲜境內。1950年10月19日，朝鲜缺乏燃料和彈藥的第17坦克師參與了平壤保衛戰。11月2日，該師的7輛T-34/85坦克在一次戰鬥中被美軍全殲。這標誌着第17坦克師基本被全殲。隨後，朝鲜撤銷了該師的番號，該師正式宣告解散。直到朝鲜战争結束，朝鲜都沒有再在作戰中大量使用過坦克。

## 中華人民共和國

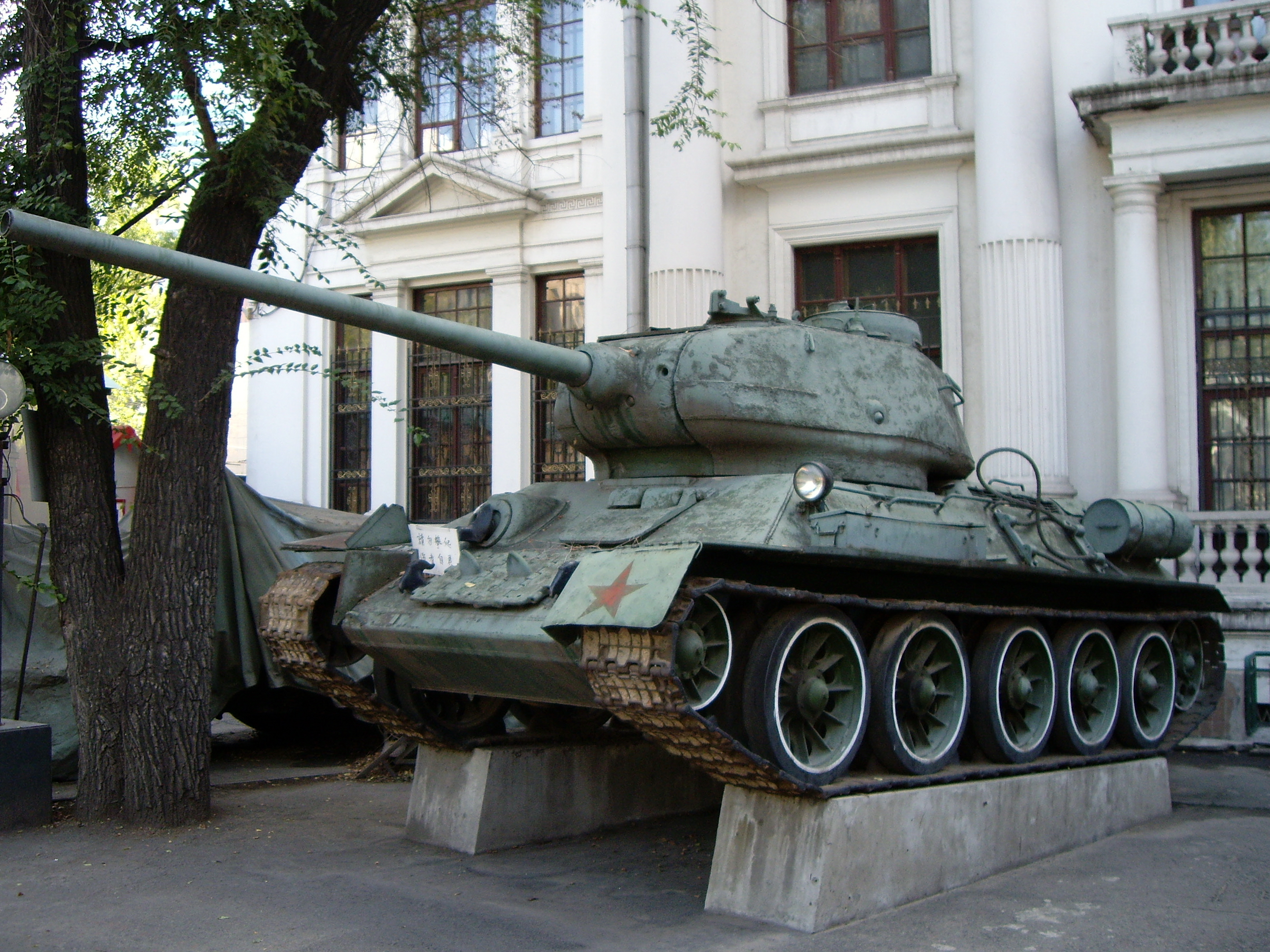
T-34/85，中華人民共和國使用的T-34/85坦克

二戰後，中華人民共和國使用的还是俘获的日式、美式轻型坦克。朝鲜战争爆发后，1950年10月中国立即從蘇聯那裏購買了约300辆T-34/85中型坦克，60辆IS-2重型坦克。中國人民解放軍內部將T-34坦克稱爲「特34坦克」。实际操作由苏军将现役装甲师直接驶入东北，然后与解放军装甲兵一带一交接训练，至3个月完训后全套装备移交解放军装甲兵，苏军官兵回国。1951年3月后這批T-34坦克投入朝鮮戰爭轮战，因联合国军掌握制空权，参战的规模不大，大部分仍部署于东北防范战火烧过鸭绿江。另外，中華人民共和國還以T-34坦克爲基礎研發出了一些衍生型。甚至到了1990年代，一輛封存於瀋陽的T-34坦克還被改裝成了消防坦克。
被中華人民共和國政府稱爲「人民英雄坦克」的215號坦克就是一輛T-34/85坦克。這輛坦克在朝鮮戰爭中創下了擊毀5輛重型坦克、擊傷一輛重型坦克的戰績。
根据《当代中国的兵器工业》一书，中国并未仿制T-34坦克，而是在第一个五年计划期间直接引进技术准备生产当时世界上最先进的T-54A坦克。

## 大韩民国
大韓民國陸軍曾經在朝鲜战争中繳獲3輛朝鲜的T-34/85坦克。其中，有兩輛在其後的戰鬥中被毀。:34

## 埃及

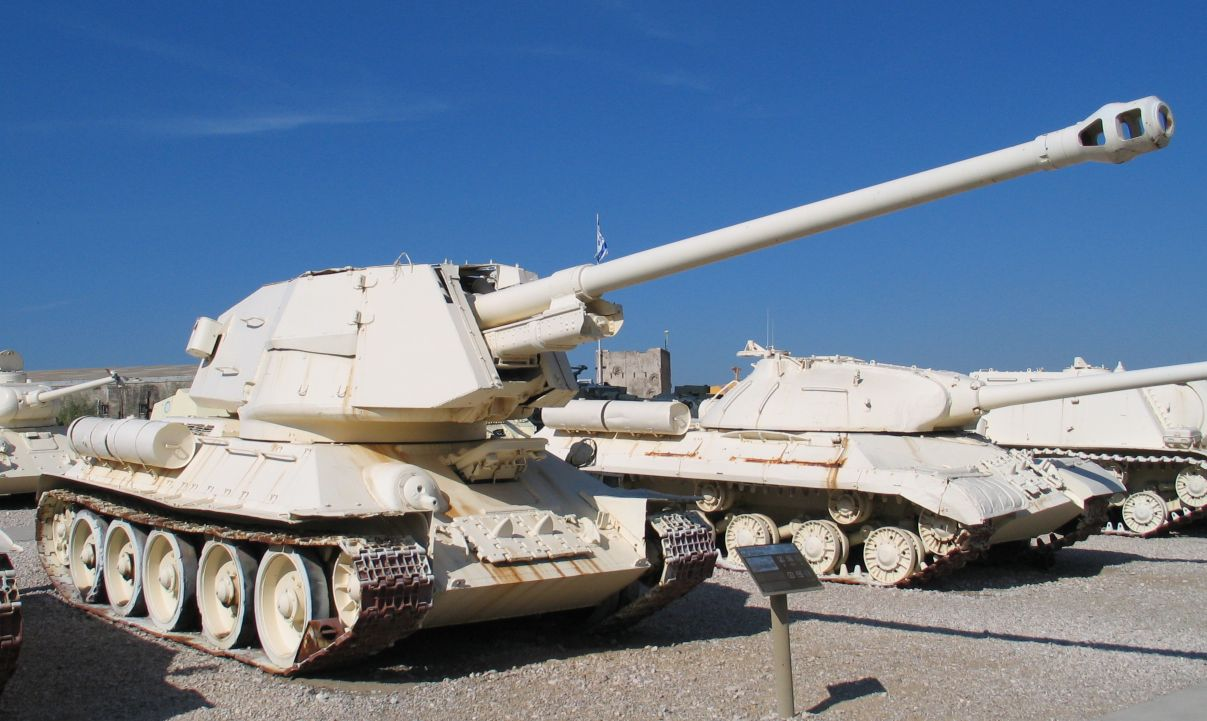
一輛埃及的T-34/100

埃及曾經從蘇聯接收過一批T-34/85坦克。後來，埃及人在T-34/85坦克的基礎上研發出了T-34/100和T-34/122，並作為自走砲或應急的機動反戰車砲使用。

## 越南

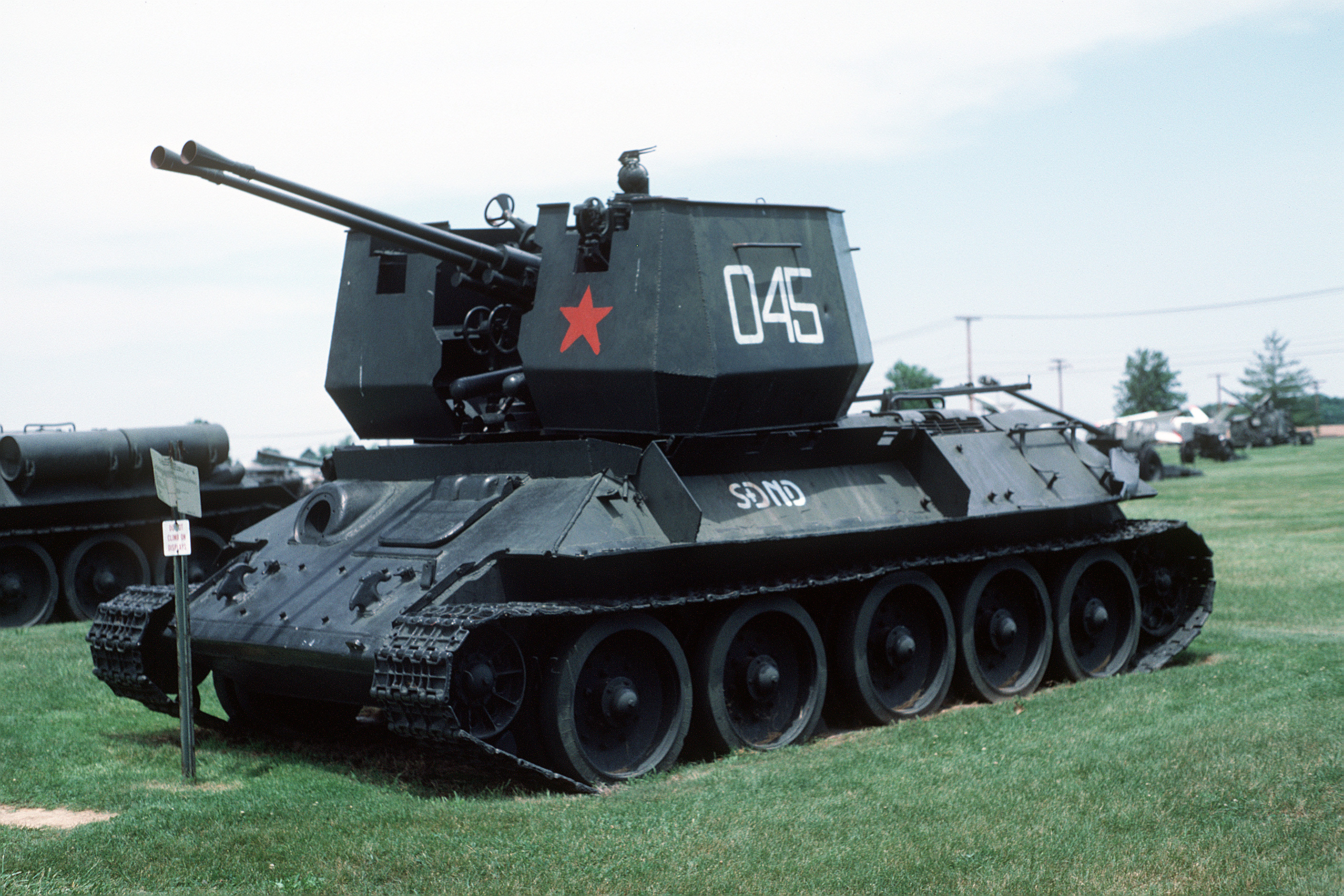
現藏於美國的63式自行防空炮

1960年，蘇聯軍援第一批為數100輛的T-34/85戰車和SU-76，第一批戰車在7月13日運抵越南，編入越南人民陸軍第202戰車團，此為越南人民軍第一批裝甲部隊。1963年，蘇聯的軍援中再度出現T-34/85，為數72輛。蘇聯軍援給北越的T-34/85經過翻修，換用T-54/55戰車的驅動輪、10RT無線電、以及車頂的DShK重機槍。北越將T-34/85投入戰爭是到1970年的藍山719行動，由202團397營操作，它們的戰車是在1970年底運達寮國。
在越南戰爭期間，蘇聯援助了數百輛的T-34/85。不過，因爲這批T-34坦克過於老舊，所以在作戰中表現平平，它們主要的交戰對象越南民主共和國陸軍的M41輕型坦克，其中最大規模的戰車對戰發生在1972年7月的第二次廣治戰役。7輛T-34/85自高處成功襲擊了11輛M41組成的戰車連，該連3輛M41遭擊毀、5輛遭俘虜，僅有3輛成功逃脫。這些戰車在1979年中越戰爭中也有參戰，為越南人民軍第一軍區第407戰車旅所屬，不過實際交戰的紀錄目前兩國皆無公布細節。而在該場戰役中，中國人民解放軍陸軍曾經擄獲一輛越軍的T-34坦克。隨後，這輛坦克被中華人民共和國送至北京的中國軍事博物館進行展出。
另外，還有一輛北越人民軍的63式自行防空炮（該車使用T-34坦克的底盤）被南越擄獲。這輛坦克隨後被送往了美國。

## 古巴
從1960年代早期開始，蘇聯曾陸續向古巴提供過一批T-34/85坦克和SU-100式驅逐戰車。其中的一小部分曾經在豬灣事件前後被古巴當局用來對付當地的爲美國所支持的武裝力量。不過，親美武裝力量的M41輕型坦克在決鬥中卻常常勝過古巴革命武裝力量的T-34/85坦克。

## 捷克斯洛伐克
捷克斯洛伐克也是T-34坦克的用戶之一。該國還曾經計劃在T-34坦克上安裝一門100毫米D-10T戰車炮，不過，該方案最終未被落實。另外，捷克斯洛伐克還承包過T-34坦克的現代化改造任務。經過該國改造的T-34/85坦克被稱爲「T-34/85 1960年型」。:43

## 波蘭

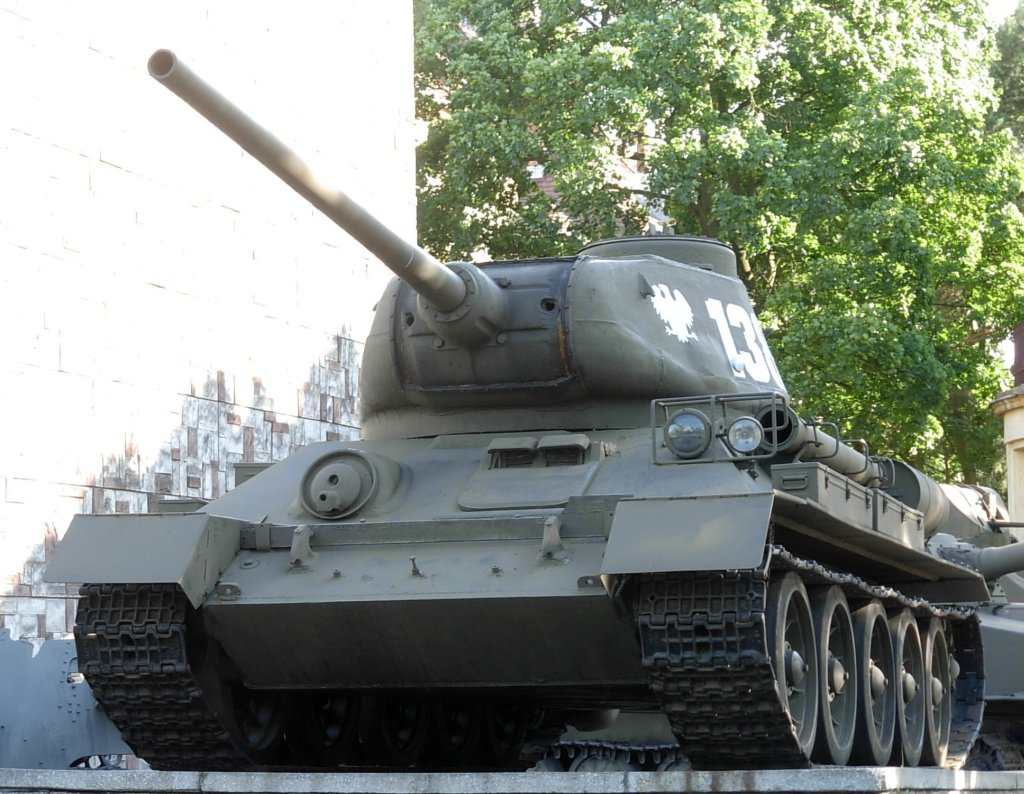
波蘭的T-34/85M2式坦克

波蘭曾經從蘇聯那裏接收過T-34坦克。此外，波蘭本國也曾經生產過一種名爲「T-34/85M」的T-34坦克的衍生型。

## 南斯拉夫

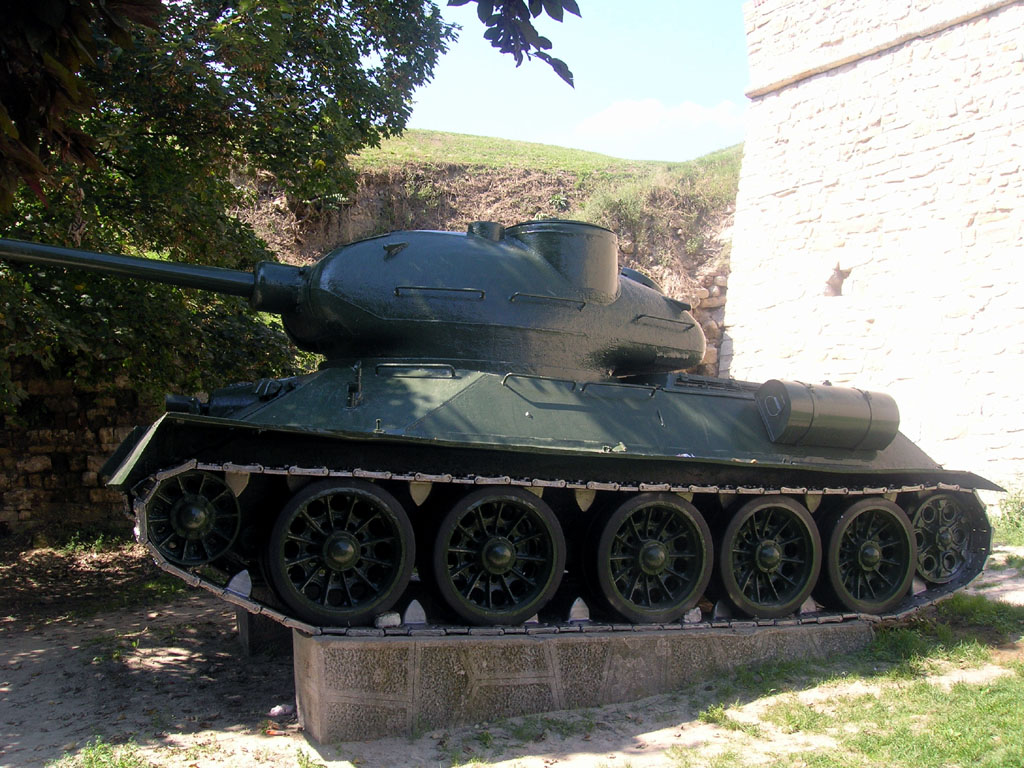
南斯拉夫的「重型坦克A」，這款坦克是T-34/85坦克的一款衍生型

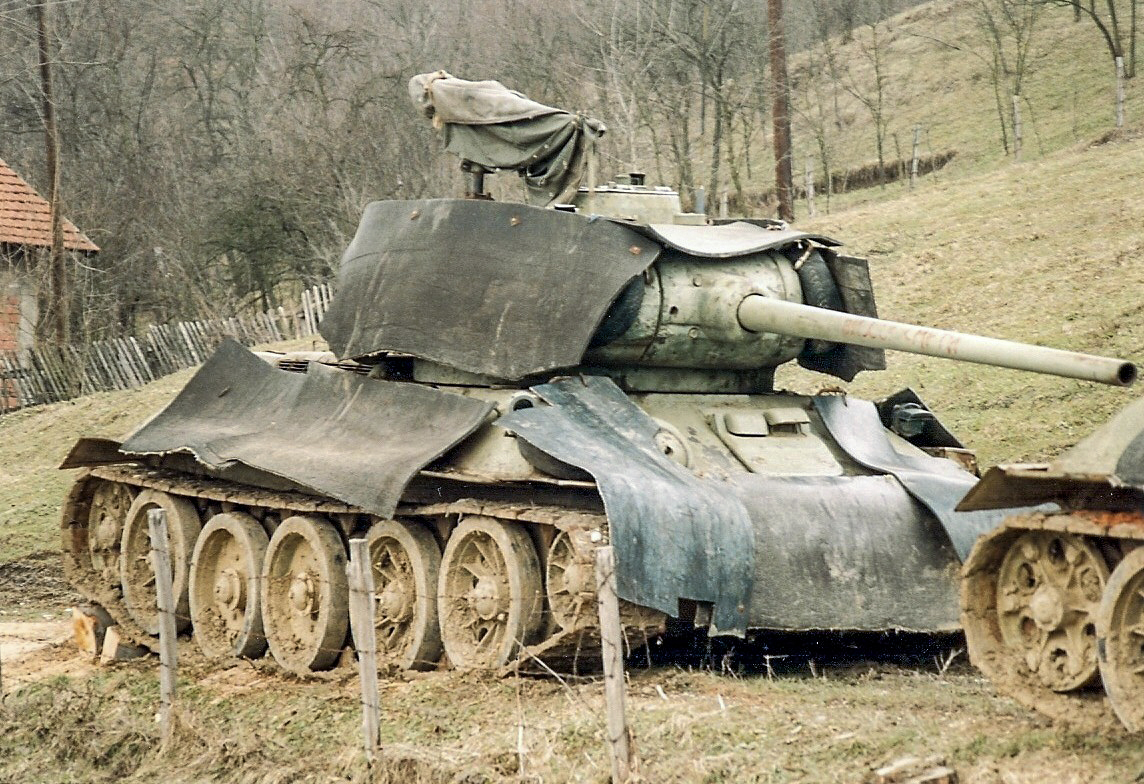
90年代南斯拉夫戰爭中被啟用的T-34坦克

南斯拉夫曾經在1949年有過計劃生產一種被稱爲「重型坦克A」的南斯拉夫自主研發的T-34/85坦克的衍生型。但是在計劃終止以前，僅有9輛這樣的坦克下線。雖然造型比起T-34/85坦克來說更加符合流線型，但是卻因爲安裝了新炮塔和改造車體前半部分之故，造成車內可用空間縮小。
1991年南斯拉夫內戰爆發後，庫存的T-34坦克被投入作戰。其中，波斯尼亞軍曾大量使用安裝附加裝甲的T-34/85坦克。

## 阿富汗
在1980年代，阿富汗民主共和國政府曾大量使用T-34/85坦克來對付當地的聖戰者。這些T-34坦克在戰鬥中常常被用作固定火力點。

## 匈牙利
在1956年的十月事件中，匈牙利反對派軍隊曾經使用本屬於匈牙利人民共和國的T-34坦克來對抗蘇聯紅軍的入侵。

## 塞浦路斯
1970年代，塞浦路斯的希族塞人國民警衛隊（英語：Greek Cypriot National Guard (GCNG)）曾經從南斯拉夫那裏接收過一批T-34/85坦克。隨後，該組織將這批坦克投入了對抗土耳其入侵者的戰鬥中。

## 埃塞俄比亞
埃塞俄比亞曾經將T-34/85坦克用於與厄立特里亞反叛者的作戰中。有趣的是，一些T-34/85爲反叛軍所擄獲，並被用來對抗埃塞俄比亞軍。
另外，在於1977年爆發的埃塞俄比亞-索馬里戰爭中，埃塞俄比亞軍也曾使用T-34/85坦克對付索馬里軍。

## 安哥拉
自1975年開始，蘇聯曾經陸續爲安哥拉提供過一批T-34/85坦克。在1980-1981年期間，安哥拉曾經將這批坦克用於支援納米比亞。當時，該國正在與南非爭奪西南非的控制權。在戰鬥中，至少有2輛T-34/85坦克被南非國防軍的Ratel-90式裝步戰車擊毀。
儘管1980年早期代T-34/85坦克還是安哥拉當局用於對抗爭取安哥拉徹底獨立全國聯盟的游擊隊和南非的中流砥柱，但是，在1987年，T-34/85的主力地位卻爲更加強大的T-55和T-62主戰坦克所取代。T-34坦克轉而被用於對抗輕步兵。但是，這些坦克面對訓練有素且裝備精良的軍隊（比如南非國防軍）的時候，則顯得十分脆弱。

## 莫三比克
從1980年代到1990年代，莫三比克解放陣線的游擊隊曾經將T-34/85坦克先後用於對抗羅德西亞和津巴布韋的戰爭中。

## 敘利亞

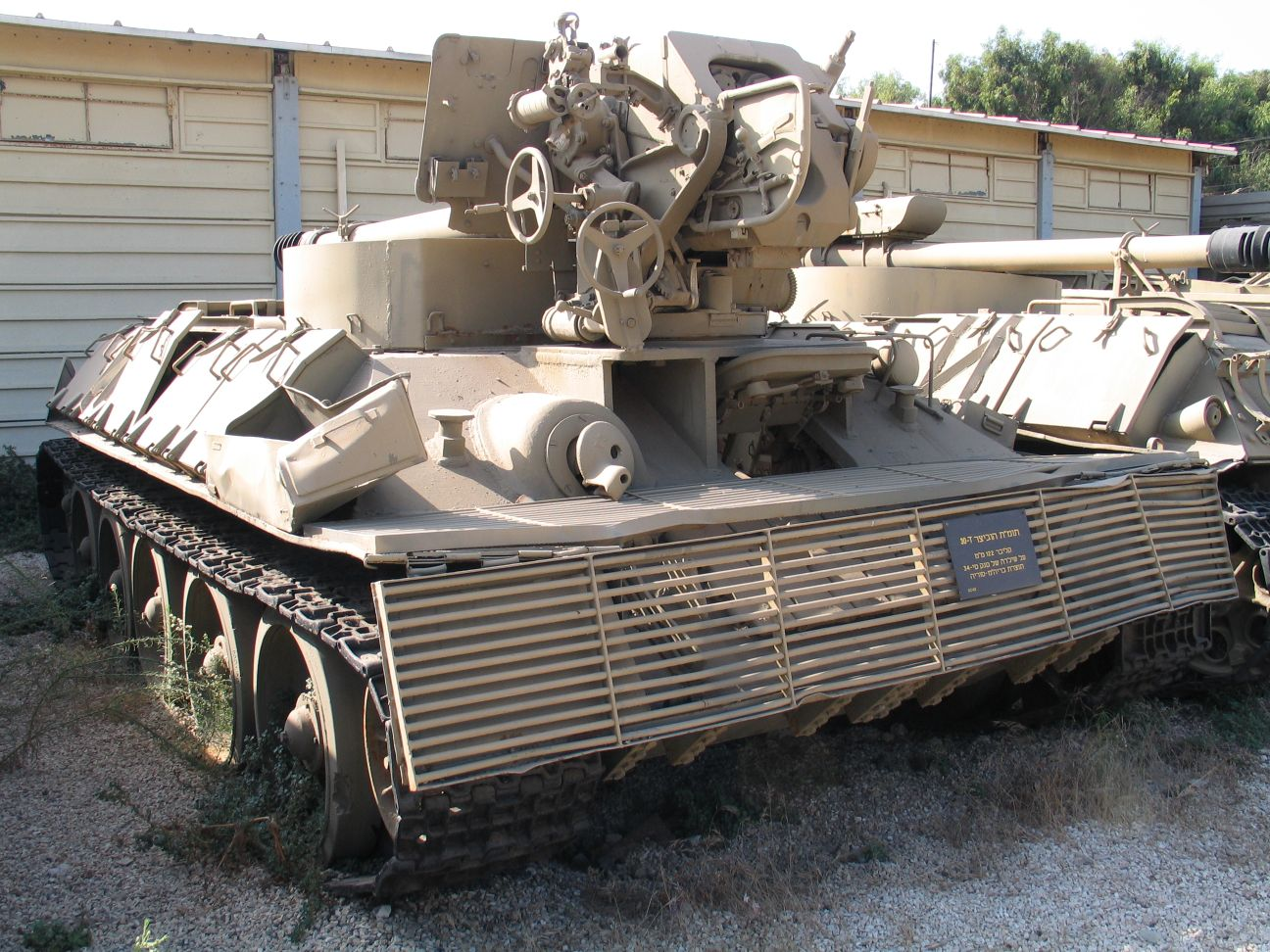
一輛T-34 122mmD-30自行火炮

敘利亞曾經接收過一批T-34/85坦克。敘利亞曾經利用T-34/85坦克的底盤製造過一種安裝蘇製122毫米D-30火炮的自行火炮。這種自行火炮曾被投入1973年在戈蘭高地的戰事中，並至少有一輛被以色列軍擄獲。:47

## 利比亞
據悉，在利比亞內戰將要結束的時候，有一輛親卡扎菲民兵的T-34坦克爲利比亞反對派所擄獲。

## 用戶一覽
以下的國家曾經使用過T-34坦克。截止到1996年，還有27個國家仍然在使用T-34坦克。這些國家會用「*」號標出。（若無註明，數據來自：:34）
| 歐洲和美洲 - 阿尔巴尼亚* - 奥地利 - 保加利亚* - 克羅埃西亞獨立國 - 賽普勒斯 - 捷克斯洛伐克 - 古巴* - 芬兰 - 繳獲而來 - 东德 - 希腊 - 匈牙利 - 納粹德國 - 繳獲而來 - 波蘭 - 羅馬尼亞* - 斯洛維尼亞 - 苏联 - 南斯拉夫 - 俄羅斯解放軍 | 亞洲 - 阿富汗* - 柬埔寨* - 印度尼西亞 - 伊拉克 - 伊朗 - 以色列 - 繳獲而來 - 黎巴嫩 - 蒙古国 - 巴勒斯坦 - 繳獲而來 - 巴基斯坦 - 中华人民共和国 - 叙利亚 - 越南* - 南也門* - 北也門 | 非洲 - 安哥拉* - 刚果共和国* - 埃及 - 赤道几内亚* - 衣索比亞* - 几内亚* - 利比亞 - 莫桑比克* - 纳米比亚* - 索馬利蘭* - 苏丹* - 多哥* - 辛巴威* |

## 腳註